# Котельчук Михайло Володимирович
Миха́йло Володи́мирович Котельчу́к (1985—2014) — старший солдат, Збройні сили України, учасник російсько-української війни.

## Життєпис
Народився 1985 року в селі Новостав (Луцький район, Волинська область).
Номер обслуги, 51-а окрема механізована бригада.
1 серпня 2014-го загинув — автомобіль ГАЗ-66 підірвався на міні та перекинувся. Тоді ж загинули капітан Андрій Задорожний, сержант Руслан Калуш, молодший сержант Андрій Курочка, старший солдат Сергій Дармофал, старший солдат Сергій Кушнір.
Вдома лишились батьки, два брати і дві сестри, дружина й син. Похований у Новоставі.

## Нагороди та вшанування
За особисту мужність і героїзм, виявлені у захисті державного суверенітету та територіальної цілісності України, вірність військовій присязі під час російсько-української війни
- нагороджений орденом «За мужність» III ступеня (4.6.2015, посмертно)
- Його портрет розміщено на меморіалі «Стіна пам'яті полеглих за Україну» в Києві: секція 2, ряд 3, місце 18.
- Його ім'я згадується на щоденному церемоніалі вшанування пам'яті військовослужбовців, які загинули у бойових умовах, виконуючи військовий обов'язок під час проведення миротворчих операцій в гарячих точках світу та внаслідок російської збройної агресії під час проведення антитерористичної операції та операції Об'єднаних сил на сході України.